# Marcel Łoziński
Marcel Łoziński (ur. 17 maja 1940 w Paryżu, zm. 20 sierpnia 2025) – polski reżyser filmowy, znany z takich filmów dokumentalnych, jak 89 mm od Europy oraz Wszystko może się przytrafić.

## Życiorys
W 1965 ukończył studia na Wydziale Łączności Politechniki Warszawskiej, a dwa lata później rozpoczął studia na Wydziale Reżyserii Państwowej Wyższej Szkoły Filmowej w Łodzi. Studia reżyserskie skończył w 1971, a dyplom otrzymał w 1976, na podstawie filmu Zderzenie czołowe. W latach 70. i 80. był związany z Telewizją Polską, następnie pracował dla Zespołu Filmowego „X” Andrzeja Wajdy i warszawskiej Wytwórni Filmów Dokumentalnych (WFD), z której został usunięty w styczniu 1980 przez ministra kultury, gdy dwa jego filmy (Egzamin dojrzalości, Próba mikrofonu) zostały zatrzymane przez cenzurę. W sierpniu tego samego roku został ponownie przyjęty przez WFD, lecz w trakcie stanu wojennego był nieaktywny jako producent filmów dokumentalnych, choć rejestrował wraz z kolegami z WFD działalność podziemnej „Solidarności”. Od połowy lat 80. XX wieku realizował ponownie dokumenty, lecz znany międzynarodowej widowni był dopiero od lat 90., dzięki filmom 89 mm od Europy i Wszystko może się przytrafić.
Zmarł 20 sierpnia 2025.

## Styl filmowy
Filmy Łozińskiego poruszały wiele kwestii drażliwych zarówno dla władzy komunistycznej, jak i dla społeczeństwa polskiego po transformacji ustrojowej. Reżyser krytykował indoktrynację partyjną młodzieży wkraczającej w dorosłość (Egzamin dojrzałości) oraz manipulację wypowiedziami przechodniów na użytek propagandy telewizyjnej (Ćwiczenia warsztatowe); był też autorem jednego z pierwszych dostępnych w szerokim obiegu filmów dokumentalnych o zbrodni katyńskiej (Las Katyński), ale również o pogromie kieleckim (Świadkowie) oraz działalności lewicowych reformatorów spoza PZPR (45–89). W dokumencie Jak to się robi ukazywał z kolei działalność specjalisty od marketingu politycznego, demaskując przy tym metody autokreacji wybranych polityków. Stopniowo twórczość Łozińskiego nabierała charakteru esejów filozoficznych o naturze życia i śmierci (Wszystko może się przytrafić, z udziałem syna Tomka), o odpowiedzialności reżysera i celu reżyserii filmów dokumentalnych (Żeby nie bolało), a nawet dialogu z reprezentującym nowe pokolenie dokumentalistów synem Pawłem Łozińskim (Ojciec i syn w podróży, powstały na podstawie przemontowanej wersji filmu Pawła Łozińskiego Ojciec i syn). Zwłaszcza film Wszystko może się przytrafić był ceniony przez krytyków i publiczność, która w plebiscycie internetowym z 2016 roku wybrała właśnie to dzieło Łozińskiego jako najlepszy polski film dokumentalny w historii. 
Marcel Łoziński wypracował własną metodę twórczą, którą nazywał „zagęszczaniem rzeczywistości”. Do filmowanego świata podstawiał własnych bohaterów, aby ujawnić cechy filmowanej rzeczywistości, które były niedostępne dla kamery. Łoziński zrywał więc z dokumentalnym kinem obserwacyjnym; swój filmowy świat porównywał do akwarium, którym należało potrząsnąć, żeby pobudzić śpiące rybki.  

### Działalność okołofilmowa, wpływ
Marcel Łoziński był wykładowcą w Mistrzowskiej Szkole Reżyserii Filmowej Andrzeja Wajdy oraz członkiem Amerykańskiej Akademii Sztuki i Wiedzy Filmowej. Jego metodę rejestracji rzeczywistości naśladował m.in. Jacek Bławut.

## Filmografia
- 1972 – Koło Fortuny
- 1972 – Happy end – wspólnie z Pawłem Kędzierskim
- 1974 – Wizyta
- 1975 – Król
- 1975 – Zderzenie czołowe
- 1977 – Jak żyć
- 1978 – Egzamin dojrzałości
- 1980 – Próba mikrofonu
- 1984 – Ćwiczenia warsztatowe
- 1985 – Moje miejsce
- 1988 – Świadkowie
- 1989 – Polska 45 – 89
- 1990 – Las Katyński
- 1992 – Siedmiu Żydów z mojej klasy
- 1993 – 89 mm od Europy
- 1995 – Wszystko może się przytrafić
- 1995 – Po zwycięstwie 89 – 95
- 1998 – Żeby nie bolało
- 2001 – Pamiętam
- 2006 – Jak to się robi
- 2007 – A gdyby tak się stało
- 2009 – Poste restante
- 2011 – Tonia i jej dzieci
- 2013 – Ojciec i syn w podróży

## Ordery i odznaczenia
- Krzyż Oficerski Orderu Odrodzenia Polski (2014)
- Krzyż Kawalerski Orderu Odrodzenia Polski (2011)
- Złoty Medal „Zasłużony Kulturze Gloria Artis” (2015)[9]
- Odznaka honorowa ZAiKS-u (2009)[10]

Źródło:.

## Nagrody i nominacje
| Rok  | Tytuł                        | Instytucja                                                                | Nagroda                                                            |
| ---- | ---------------------------- | ------------------------------------------------------------------------- | ------------------------------------------------------------------ |
| 1972 | Absolutorium                 | Festiwal Etiud Studenckich w Łodzi                                        | Nagroda Wydziału Kultury PRN                                       |
| 1973 | Koło fortuny                 | Międzynarodowe Dni Filmów Sportowych w Oberhausen                         | Nagroda Jury Krytyki                                               |
| 1975 | Wizyta                       | Krakowski Festiwal Filmowy                                                | Nagroda Klubu Krytyki Stowarzyszenia Dziennikarzy Polskich         |
| 1976 | Zderzenie czołowe            | Krakowski Festiwal Filmowy                                                | Złoty Lajkonik                                                     |
| 1978 | Król                         | Przegląd Filmów Krótkometrażowych w Rzeszowie                             | Nagroda Główna                                                     |
| 1981 | Egzamin dojrzałości          | Krakowski Festiwal Filmowy                                                | Brązowy Lajkonik w kategorii filmu dokumentalnego                  |
| 1981 | Próba mikrofonu              | Krakowski Festiwal Filmowy                                                | Nagroda FIPRESCI w kategorii filmu dokumentalnego                  |
| 1981 | Próba mikrofonu              | Krakowski Festiwal Filmowy                                                | Brązowy Lajkonik w kategorii filmu dokumentalnego                  |
| 1981 | Jak żyć                      | Koszaliński Festiwal Debiutów Filmowych „Młodzi i Film”                   | Nagroda za debiut reżyserski                                       |
| 1981 | Jak żyć                      | Międzynarodowe Forum Filmowe „Człowiek-Praca-Twórczość”                   | III Nagroda „Brązowy Medal”                                        |
| 1981 | Jak żyć                      | Międzynarodowe Forum Filmowe „Człowiek-Praca-Twórczość”                   | Nagroda dziennikarzy „Czarcia Łapa”                                |
| 1985 | Ćwiczenia warsztatowe        | Komitet Kultury Niezależnej                                               | Nagroda Kuturalna „Solidarności”                                   |
| 1986 | Świadkowie                   | Komitet Kultury Niezależnej                                               | Nagroda Kulturalna „Solidarności”                                  |
| 1987 | Ćwiczenia warsztatowe        | Krakowski Festiwal Filmowy                                                | Brązowy Lajkonik                                                   |
| 1990 | 49–85                        | Lubuskie Lato Filmowe                                                     | Złote Grono                                                        |
| 1990 | 49–85                        | Krakowski Festiwal Filmowy                                                | Nagroda Dziennikarzy II stopnia                                    |
| 1990 | 49–85                        | Międzynarodowy Festiwal Filmowy w Edmonton                                | Nagroda INPUT                                                      |
| 1990 | Las Katyński                 | Międzynarodowy Festiwal Filmu Dokumentalnego „Vision du Reel” w Nyonie    | Srebrna Sestercja                                                  |
| 1990 | Las Katyński                 | Lubuskie Lato Filmowe                                                     | Złote Grono                                                        |
| 1990 | Las Katyński                 | Krakowski Festiwal Filmowy                                                | Nagroda Dziennikarzy II stopnia                                    |
| 1990 | Świadkowie                   | Międzynarodowy Festiwal Filmowy w Sztokholmie                             | Nagroda INPUT                                                      |
| 1993 | Siedmiu Żydów z mojej klasy  | Festiwal Polskiej Twórczości Telewizyjnej                                 | Nagroda Specjalna                                                  |
| 1993 | 89 mm od Europy              | Festiwal Polskiej Twórczości Telewizyjnej                                 | Nagroda Specjalna                                                  |
| 1993 | 89 mm od Europy              | Bałtycki Festiwal Filmowy i Telewizyjny w Gudhjem                         | II Nagroda                                                         |
| 1993 | 89 mm od Europy              | Lubuskie Lato Filmowe                                                     | Nagroda Organizatorów im. Juliusza Burskiego                       |
| 1993 | 89 mm od Europy              | Międzynarodowy Festiwal Filmowy w Marsylii „Vue sur le Docs”              | Nagroda Specjalna im. Jeana d'Arcy                                 |
| 1993 | 89 mm od Europy              | Międzynarodowy Festiwal Filmów Krótkometrażowych w Oberhausen             | Grand Prix                                                         |
| 1993 | 89 mm od Europy              | Międzynarodowy Festiwal Filmów Krótkometrażowych w Oberhausen             | Nagroda Klubów Filmowych FICC                                      |
| 1993 | 89 mm od Europy              | Międzynarodowy Festiwal Filmów Krótkometrażowych w Villi do Conde         | I Nagroda                                                          |
| 1994 | 89 mm od Europy              | Międzynarodowy Festiwal Filmowy w San Francisco                           | Wyróżnienie Specjalne                                              |
| 1994 | 89 mm od Europy              | Międzynarodowy Festiwal Filmowy w Montrealu                               | Grand Prix                                                         |
| 1994 | 89 mm od Europy              | Międzynarodowy Festiwal Filmów Dokumentalnych i Animowanych w Lipsku      | Złoty Gołąb                                                        |
| 1994 | 89 mm od Europy              | Międzynarodowy Festiwal Filmów Krótkometrażowych w Clermont-Ferrand       | Nagroda Specjalna Jury                                             |
| 1995 | 89 mm od Europy              | Flickerfest International Short Film Festival w Sydney                    | Nagroda dla najlepszego filmu dokumentalnego                       |
| 1995 | Wszystko może się przytrafić | Międzynarodowy Festiwal Filmów Krótkometrażowych w Oberhausen             | Nagroda Klubów Filmowych FICC                                      |
| 1995 | Wszystko może się przytrafić | Międzynarodowy Festiwal Filmów Krótkometrażowych w Oberhausen             | Wyróżnienie Jury Katolickiego                                      |
| 1995 | Wszystko może się przytrafić | Lubuskie Lato Filmowe                                                     | Dyplom Honorowy                                                    |
| 1995 | Wszystko może się przytrafić | Krakowski Festiwal Filmowy                                                | Złoty Smok                                                         |
| 1995 | Wszystko może się przytrafić | Krakowski Festiwal Filmowy                                                | Nagroda miesięcznika „Film Pro”                                    |
| 1995 | Wszystko może się przytrafić | Festiwal Filmów Państw Bałtyckich w Bornholmie                            | Grand Prix                                                         |
| 1996 | Wszystko może się przytrafić | Międzynarodowy Festiwal Filmowy w San Francisco                           | Golden Gate Award w kategorii filmu dokumentalnego                 |
| 1998 | Żeby nie bolało              | Festiwal Filmów Państw Bałtyckich w Bornholmie                            | Nagroda                                                            |
| 1998 | Żeby nie bolało              | Międzynarodowy Festiwal Filmów Dokumentalnych i Animowanych w Lipsku      | Złoty Gołąb                                                        |
| 1998 | Żeby nie bolało              | Międzynarodowy Festiwal Filmów Dokumentalnych i Animowanych w Lipsku      | Nagroda Federacji Klubów Filmowych Don Kichot                      |
| 1998 | Żeby nie bolało              | Międzynarodowy Festiwal Filmów Dokumentalnych i Antropologicznych w Parnu | Nagroda Specjalna                                                  |
| 2003 | Pamiętam                     | Warszawski Festiwal Filmów o Tematyce Żydowskiej                          | Grand Prix „Kamera Dawida”                                         |
| 2006 | Jak to się robi              | Festiwal Form Dokumentalnych „Nurt” w Kielcach                            | Nagroda Specjalna „Charaktery”                                     |
| 2006 | Jak to się robi              | Festiwal Form Dokumentalnych „Nurt” w Kielcach                            | Nagroda Publiczności                                               |
| 2006 | Jak to się robi              | Festiwal Filmu Polskiego w Ameryce                                        | Złote Zęby dla najbardziej interesującego filmu dokumentalnego     |
| 2007 | Jak to się robi              | Festiwal Filmów z Europy Środkowej i Wschodniej „goEast” w Wiesbaden      | Nagroda Główna w kategorii filmów dokumentalnych                   |
| 2007 | Jak to się robi              | Ogólnopolski Festiwal Sztuki Filmowej „Prowincjonalia”                    | Nagroda Specjalna Organizatorów                                    |
| 2009 | Poste restante               | Europejska Nagroda Filmowa                                                | Najlepszy film krótkometrażowy                                     |
| 2009 | Poste restante               | Krakowski Festiwal Filmowy                                                | Nagroda FIPRESCI                                                   |
| 2009 | Poste restante               | Krakowski Festiwal Filmowy                                                | Srebrny Smok dla najlepszego filmu dokumentalnego                  |
| 2011 | Tonia i jej dzieci           | Lubuskie Lato Filmowe                                                     | Złote Grono w konkursie filmów dokumentalnych                      |
| 2011 | Tonia i jej dzieci           | Krakowski Festiwal Filmowy                                                | Nagroda Prezesa Telewizji Polskiej za najlepszą reżyserię          |
| 2011 | Tonia i jej dzieci           | Krakowski Festiwal Filmowy                                                | Złoty Lajkonik                                                     |
| 2013 | Tonia i jej dzieci           | Międzynarodowy Festiwal Filmowy „Żydowskie Motywy”                        | Nagroda im. Antoniego Marianowicza dla najlepszego filmu polskiego |
| 2013 | Ojciec i syn w podróży       | Krakowski Festiwal Filmowy                                                | Srebrny Róg dla najlepszego pełnometrażowego filmu dokumentalnego  |
| 2014 | Ojciec i syn w podróży       | Międzynarodowy Festiwal Filmów Dokumentalnych i Antropologicznych w Parnu | Nagroda dla najlepszego Autoportretu                               |

## Upamiętnienie
W 2024 roku odsłonił gwiazdę w Łódzkiej Alei Gwiazd na ulicy Piotrkowskiej.